# Джон Вілкінсон (промисловець)
Джон Ві́лкінсон (англ. John Wilkinson; 1728 — 14 серпня 1808) — британський промисловець і винахідник періоду промислової революції, власник металургійних заводів. Винайшов точну свердлильну машину для свердління дул чавунних гармат, що була значно продуктивнішою від попередніх і дозволила виготовляти якісніші гармати. Застосував її також для виготовлення циліндрів парових машин Джеймса Ватта. Розробив повітродувну машину для доменних печей власної конструкції. Широко використовував чавун для виробництва не тільки традиційних металевих виробів, але й будь-яких взагалі, за що дістав прізвиська «схиблений на чавуні Вілкінсон».

## Біографія
Його батько Ісаак Вілкінсон був робітником-металургом, який згодом перетворився на заводчика.
У 20 років Джон Вілкінсон перебрався в графство Стаффордшир і побудував перший завод у місті Білстон. Він був вдалим підприємцем і 1772 року придбав маєток у Бредлі.
На початку 1760-х років Джон і його брат Вільям отримали у спадок від батька Бершамський залізоробний завод у селі Бершам на півночі Уельсу і заснували компанію New Bersham Company. 1775 року на цьому заводі він сконструював свою машину для свердління гарматних дул. Пізніше він запатентував метод вирізання спирального нарізу в дулі, що мав призвести до точнішої стрільби.
Машина була використана Джеймсом Ватом для свердління циліндрів парової машини, що значно вдосконалило її. Майже 20 років Вілкінсон забезпечував компанію Boulton & Watt паровими циліндрами. Вілкінсон у свою чергу вперше використав парову машину Ватта і Моултона для приведення в дію великої повітродувки на своєму заводі в Брослі (графство Шропшир).
1779 року Вілкінсон був одним з основних учасників у створенні Чавунного мосту через річку Северн — першого металевого мосту в історії. 1787 року він побудував першу в історії баржу, корпус якої було виготовлено з чавуну. У 1790-х роках він встановив чавунні вікна, амвон та інше в методистській каплиці в Бредлі.
Був похований на території свого маєтку Касл-Хед у чавунній труні власної конструкції. На його могилі було встановлено 12-метровий чавунний обеліск, зроблений ним самим, на якому був рельєф з його портретом. Наступні власники маєтку демонтували обеліск. Труну було викопано і перезаховано десь біля церкви в селі Ліндейл (точне місце невідоме). Обеліск, що пролежав певний час у хащах, з часом був відновлений і встановлений на новому місці біля дороги в селі Ліндейл, де і розташований дотепер.